# Slot Annendael

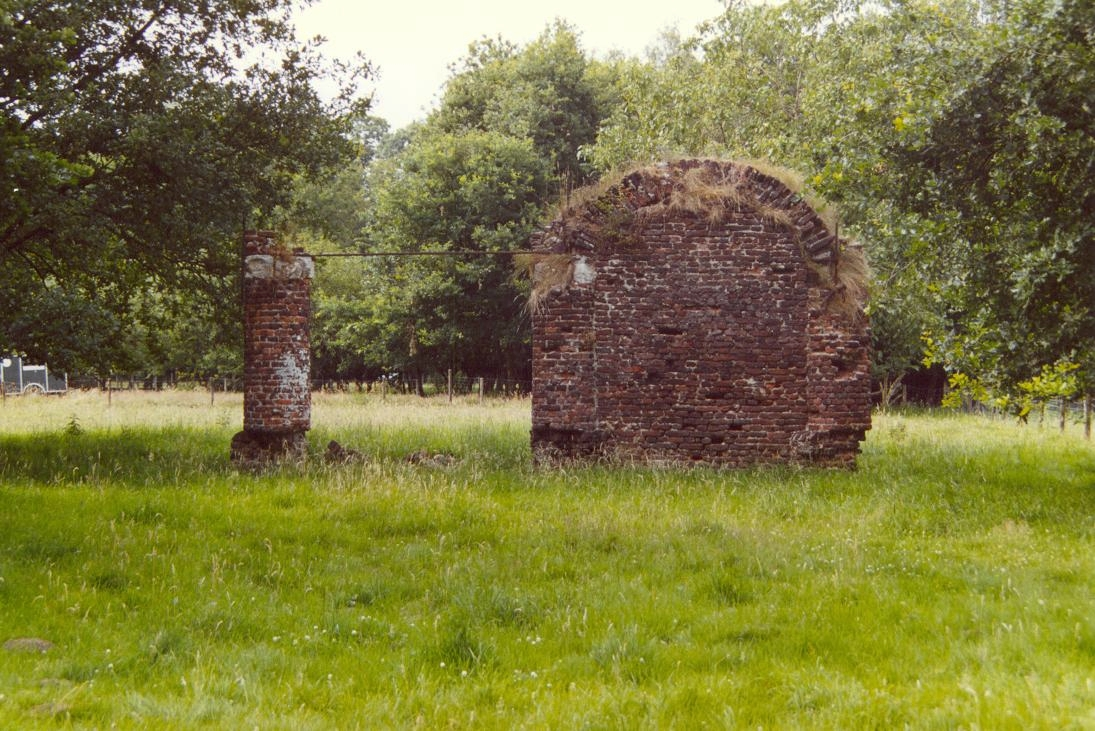
De enige restanten van kasteel Annendael zijn een dichtgezet segmentboogje en een pijler van een tweede segmentboogje.

Slot Annendael of kasteel Annendael is gelegen in de buurtschap Maria-Hoop in de gemeente Echt-Susteren.

## Geschiedenis
Het is gebouwd in 1618 door Graaf Herman Fredrick van den Bergh voor zijn zuster Anna en naar haar vernoemd. Het is in de 19e eeuw schijnbaar verwoest.
Het is nu een ruïne waar bijna niets meer boven de grond aanwezig is. Het enige dat boven het maaiveld zichtbaar is, zijn nog een dichtgemetselde segmentboog en een losse pijler op het terrein van de hoeve Kasteelshof.